# بريوم سناني
بريوم سناني (الاسم العلمي:Bryum lanceolatum) هي نوع من النباتات يتبع جنس البريوم من الفصيلة البريوية.